# Birkenheide
Birkenheide är en kommun och ort i Rhein-Pfalz-Kreis i förbundslandet Rheinland-Pfalz i Tyskland.
Kommunen ingår i kommunalförbundet Verbandsgemeinde Maxdorf tillsammans med ytterligare två kommuner.